# Norton-Villiers
Norton-Villiers war ein britischer Motorradhersteller, der von 1966 bis 1972 in Plumstead und Andover ansässig war. Er entstand aus Teilen der zusammengebrochenen Gesellschaft Associated Motor Cycles (AMC). Im Zuge des Niedergangs der britischen Motorradindustrie wurde das Unternehmen mit den Resten von BSA Triumph zu Norton Villiers Triumph zusammengefasst.

## Geschichte
1966 ging die Associated Motor Cycles, die Motorräder der Marken Matchless, A.J.S., Sunbeam, Francis-Barnett und James gebaut hatten, in Konkurs und wurde von der Manganese Bronze Holdings (Mutterunternehmen der London Taxis International von 1973 bis zu seinem eigenen endgültigen Konkurs 2013) übernommen, die dann Norton-Villiers gründete. Damals war Norton die einzige Marke des Unternehmens, die profitabel gefertigt werden konnte. Der Bau der Viertakt-Einzylindermodelle von A.J.S. und Matchless wurde eingestellt. Bis 1969 wurden noch Motorradmodelle mit A.J.S.- oder Matchless-Emblem gebaut, die aber Norton-Motoren hatten. Ab 1968 bekamen alle Modelle neue Vergaser und Zündsysteme. Die Modelle G15CS, N15CS und M33CS 1968 und 1969 hatten verbesserte Teile.
Die P11-Serie wurde 1967 vollkommen neu entwickelt und 168/1969 weiter verbessert. Die P11 gab es als Norton und als Matchless.
Norton Commando
Für Norton-Villiers war die Entwicklung eines komplett neuen Motors zu kostenintensiv, aber die Vibrationen des 750-cm³-Vertikaltwins wurden durch den Federbettrahmen der Norton Atlas so stark an den Fahrer übertragen, dass man den alten Rahmen zugunsten eines früheren, experimentalen Konstruktion(basierend auf dem des Konzeptmotorrades P10 – später des verbesserten Z26) fallen ließ, der den Motor vom Rahmen mit Gummiauflagen trennte und so für ein angenehmeres Fahrverhalten sorgte.
Der Isolastic-Rahmen wurde rechtzeitig für die Earls Court Motor Show 1967 entwickelt. Die Fertigung begann im April 1968, aber Probleme mit der Steifigkeit führten zur Einführung einer weiterentwickelten Version im Januar 1969.
Sofort tauchte die Norton Commando in sportlichen Wettbewerben auf, wobei der Londoner Händler Vincent Davey als einer der ersten ein Rennteam unter dem Namen von Gus Kuhn aufstellte, in dem die Fahrer Dave Croxford und Mick Andrew beschäftigt waren.
1969 wurde die Norton Commando S mit einem links hochgezogenen Auspuff und einem 11-Liter-Tank – hauptsächlich für den US-Markt – eingeführt. Das ursprüngliche Modell hieß seitdem Norton Commando Fastback.

## Fertigung
Ende 1968 wurde das Werk am Burrage Grove in Plumstead, wo Motoren aus dem Werk in Wolverhampton und Rahmen aus dem Werk in Manchester zu kompletten Motorrädern zusammengebaut wurden, vom Greater London Council enteignet. Das Werk musste im Juli 1969 geschlossen werden.
Eine staatliche Beihilfe ermöglichte den Umzug der Endmontage in eine Fabrik am North Way in Andover. In einer Flugzeughalle am nahegelegenen Flugplatz von Thruxton wurde die Versuchsabteilung untergebracht. Der Hauptteil der Fertigung wurde in Wolverhampton konzentriert, wo 80 Maschinen pro Woche fertiggestellt wurden. Vom Werk in Wolverhampton wurden auch Komponenten an die Montagelinien in Andover ausgeliefert, wie z. B. fertig montierte Motoren und Getriebe.

## Modelle
- Neale Shilton entwarf eine Norton Commando mit Polizeispezifikation, die Norton Commando Interpol. Sie hatte Fußbretter, Topcase, Verkleidungen und Anschlussmöglichkeiten für zusätzliche elektrische Ausrüstung.
- März 1970: Norton Roadster
- Juni 1970: Norton Commando S eingestellt
- September 1970: Norton Commando Fastback Mk. 2, bald ersetzt durch die Norton Commando Fastback Mk. 3
- Mai 1971: Norton Street Scrambler und Norton Hi Rider
- Juli 1971: Norton Commando Fastback für Langstrecken
- Januar 1972: Norton Commando Fastback Mk. 4, Norton Roadster Mk. 2, Norton 750 Interstate mit Combat-Motor.

Combat-Motor
Der Combat-Hochleistungsmotor leistete 65 bhp (48 kW) bei 6500/min und hatte eine Verdichtung von 10 : 1. Das war zu viel für den Motor, der eine verlängerte Version der alten 500-cm³-Konstruktion von 1949 war. Dies führte zum frühzeitigen Versagen der Hauptlager und zum Bruch von Kolben, was zusammen mit Schwierigkeiten in der Qualitätskontrolle in Presseberichten zu lesen war.
Die Lösung der Probleme mit den Hauptlagern waren die sagenumwobenen Superblend-Lager, die aber eigentlich nur Rollenlager mit höherer Tragkraft waren. Um die Probleme mit den Kolben zu lösen, wurde die Nut zur Abführung des Öls unter dem Ölabstreifring weggelassen und stattdessen eine Reihe von Bohrungen angebracht. So trennte sich bei höheren Drehzahlen der Kolbenboden nicht mehr vom Kolbenhemd.

## Erzwungene Fusion
Die Lage auf dem Motorradmarkt führte zu weiteren Verlusten bei Norton-Villiers. Mitte 1972 war die BSA-Gruppe mit ihren Marken BSA und Triumph in ernsthaften finanziellen Schwierigkeiten. Das Vereinigte Königreich bot ein finanzielles Rettungspaket unter der Voraussetzung an, dass beide Gruppen fusionierten. So entstand Norton Villiers Triumph.